# Amata pseudomarjana
Amata pseudomarjana är en fjärilsart som beskrevs av Hermann Stauder 1921. Amata pseudomarjana ingår i släktet Amata och familjen björnspinnare. Inga underarter finns listade i Catalogue of Life.